# Gare de Nydalen
La gare de Nydalen est une halte ferroviaire de la ligne de Gjøvik. 

## Histoire

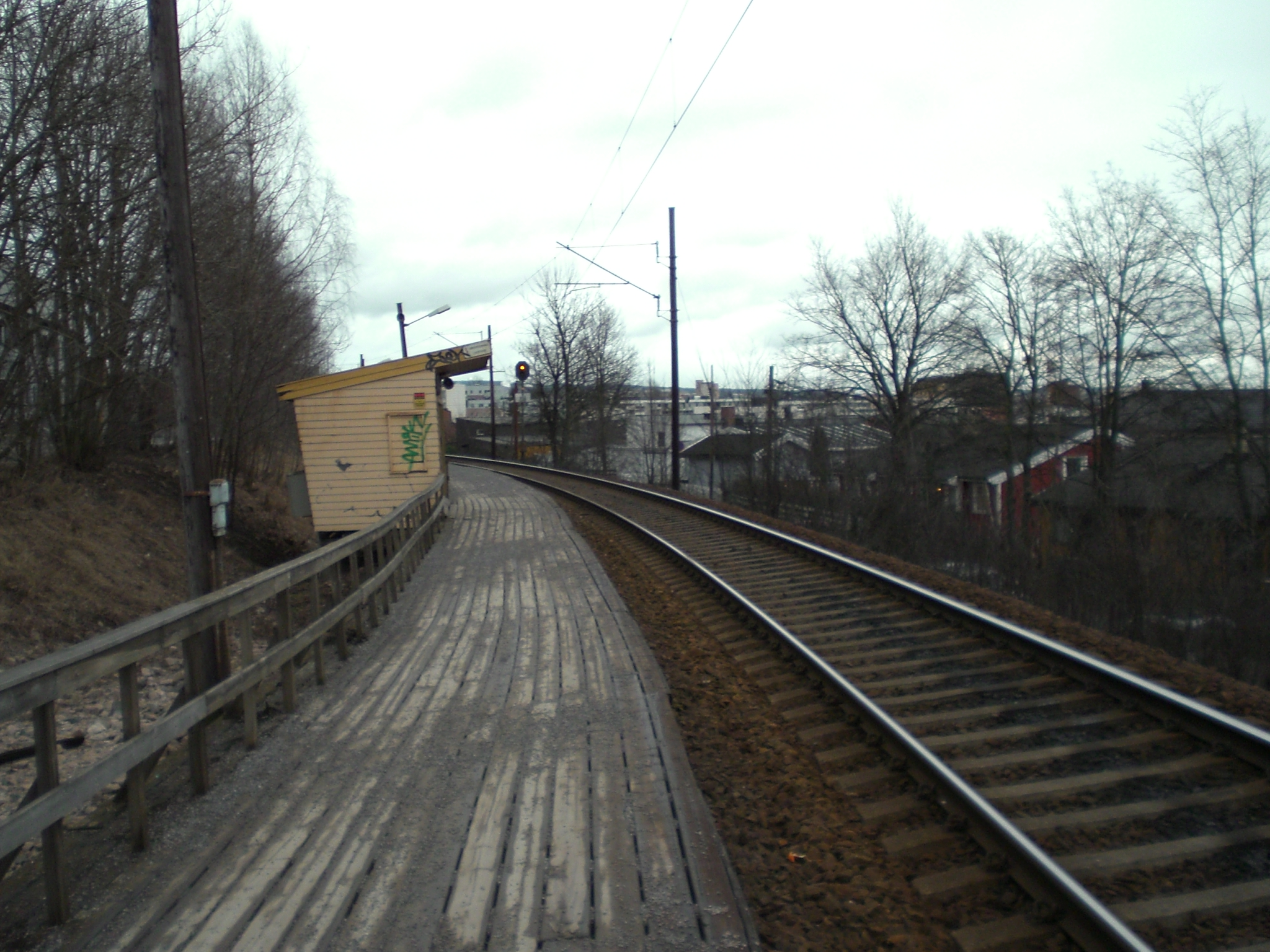
La halte ferroviaire en 2007 (avant les travaux de réhabilitation).

La halte ferroviaire a ouvert en 1946. Elle n'a jamais été habitée. Elle a toujours fait partie des arrêts les moins importants de la ligne. D'ailleurs lorsque les trains pour Bergen empruntaient la ligne, ils ne s'arrêtaient pas à Nydalen.
La Jernbaneverket a réhabilité la halte en 2009. L'ancien quai en bois était bas, se trouvait dans une courbe et en mauvais état. La nouvelle halte se trouve 100-150m au sud de l'ancienne halte et n'est plus dans une courbe.
La nouvelle halte a désormais un grand quai en béton de 170m de long et un meilleur accès pour les personnes handicapées. Le quai est désormais 76 cm plus haut que l'ancien. De plus, l'aubette a été refaite. Le garage à vélo est neuf.
La nouvelle halte a coûté 22 millions de couronnes (environ 2.75 millions d'euros).

## Situation ferroviaire
Elle est située à 8.3 km d'Oslo.

## Service des voyageurs

### Accueil
La halte est désormais équipée d'automates. Elle a également des aubettes

### Desserte
La gare est desservie par des trains locaux et régionaux en direction de Jaren, Gjøvik et Oslo.

### Intermodalités
Un arrêt de bus est situé près de la gare, lequel est desservi entre autres par la ligne FB3 reliant Oslo à l'aéroport de Gardemoen.